# John Coape Sherbrooke
John Coape Sherbrooke (ur. 1764, zm. 1830) – brytyjski żołnierz i administrator, gubernator generalny Brytyjskiej Kanady w latach 1816–1818.
Sherbrooke odbył długą służbę wojskową w brytyjskich siłach kolonialnych, między innymi w Ameryce Północnej, Niderlandach, Indiach i na Bliskim Wschodzie. W 1811 został mianowany gubernatorem porucznikiem Nowej Szkocji. Jego zdecydowane działania w obronie kolonii w czasie wojny brytyjsko-amerykańskiej zaskarbiły mu wielkie uznanie. W wyniku tego uzyskał nominację na gubernatora generalnego. Z powodu pogarszającego się stanu zdrowia zmuszony był do rezygnacji ze sprawowania urzędu.